# Эшли Блу
Эшли Блу (англ. Ashley Blue, настоящее имя Ориана Рене Смалл (англ. Oriana Rene Small); род. 8 июня 1981, Лос-Анджелес, Калифорния, США) — американская порноактриса.

## Биография
До прихода в порноиндустрию в 2002 году, Эшли работала на различных работах, включая официантку, секретаршу и хостес в ресторане. В марте 2004 года она подписала трехлетний контракт с JM Productions. После окончания указанного контракта в феврале 2007 года, Эшли сразу же заключила однолетнее соглашение с LA Direct Models.
В 2008 году закончила писать мемуары о своей почти десятилетней работе на рынке развлечений для взрослых (используя свое прозвище JM Productions «Girlvert»). Книга называется «Girlvert: A Memoir by Oriana Little» и была выпущена калифорнийским издательством «A Barnacle Publication & Record» в 2011 году.
С ноября 2013 года Эшли становится ведущей радиопередачи «Blue Films» на Vivid Radio, а также пишет для журнала Hustler.
По данным на 2020 год, Эшли Блу снялась в 457 порнофильмах и срежиссировала 17 порнолент.

## Премии и номинации
- 2003 XRCO Award for Cream Dream[4]
- 2004 XRCO Award for Female Performer of the Year[4]
- 2004 AVN Award for Best All-Girl Sex Scene (Video) — The Violation of Jessica Darlin (with Jessica Darlin, Brandi Lyons, Ланой Мур, Холли Стивенс, Crystal Ray and Flick Shagwell)[5]
- 2004 AVN Award for Female Performer of the Year[5]
- 2005 AVN Award for Best Supporting Actress (Video) — Adore[6]
- 2005 AVN Award for Best All-Girl Sex Scene (Video) — The Violation of Audrey Hollander (with Audrey Hollander, Джиа Палома, Tyla Wynn, Brodi & Kelly Kline)[6]
- 2005 XRCO Award for Best Girl/Girl — The Violation of Audrey Hollander[7]
- 2007 AVN Award for Most Outrageous Sex Scene for the scene «Meat is Murder» (shared with Amber Wild and Steven French)
- 2013 включена в Зал Славы AVN[8]

## Личная жизнь
30 июля 2009 года вышла замуж за фотографа Дэйва Наза.